# Bảo tàng Độc lập ở Myślenice
Bảo tàng Độc lập ở Myślenice, trước đây là Bảo tàng Khu vực "Ngôi nhà Hy Lạp" ở Myślenice (tiếng Ba Lan: Muzeum Niepodległości w Myślenicach, dawniej: Muzeum Regionalne „Dom Grecki” w Myślenicach) là một bảo tàng tọa lạc tại số 3 Phố Sobieskiego, Myślenice, Ba Lan.

## Lược sử hình thành
Bảo tàng Độc lập ở Myślenice được thành lập vào năm 1929 theo khởi xướng của các nhà hoạt động địa phương của Hiệp hội Du lịch Ba Lan (PTK). Trụ sở của Bảo tàng là tòa nhà ở số 8/9 Quảng trường chợ.
Sau Chiến tranh thế giới thứ hai, Bảo tàng hoạt động trở lại với triển lãm đầu tiên tổ chức vào năm 1947. Tuy nhiên, Bảo tàng không có trụ sở cho đến tận năm 1950. Lúc này, Hội đồng Công đoàn huyện tặng Bảo tàng mặt bằng của Nhà xứ ở Phố 3 tháng 5. Bảo tàng khánh thành trụ sở mới vào năm 1953. Hiệp hội Du lịch và Tham quan Ba Lan (PTTK) trở thành nhà bảo trợ mới của Bảo tàng.
Năm 1975, một bảo tàng nhà nước đã được thành lập để tiếp quản Bảo tàng từ PTTK. Việc tiếp quản các bộ sưu tập kết thúc vào tháng 10 năm 1976. Kể từ năm 1979, Bảo tàng chuyển đến trụ sở mới là Ngôi nhà Hy Lạp ở số 3 Phố Sobieskiego.
Từ ngày 21 tháng 1 năm 2017, sau khi thay đổi quy chế, Bảo tàng được gọi là Bảo tàng Độc lập ở Myślenice.

## Triển lãm
Bộ sưu tập của Bảo tàng Độc lập ở Myślenice hiện đang bao gồm các triển lãm sau:
- khảo cổ học (hiện vật từ các cuộc khai quật trong Lâu đài Myslenice)
- lịch sử (đồ nội thất tư sản từ thế kỷ 19 và số phận của thành phố trong Chiến tranh thế giới thứ hai)
- dân tộc học (đồ nội thất, vật dụng hàng ngày, đồ thủ công và nghệ thuật của cư dân Myślenice và khu vực xung quanh)
- địa chất học

## Giờ mở cửa
Bảo tàng Độc lập ở Myślenice hoạt động quanh năm, mở cửa tất cả các ngày trong tuần trừ Chủ nhật. Khách tham quan phải trả phí vào cửa.